# Hoeve Hooghuys

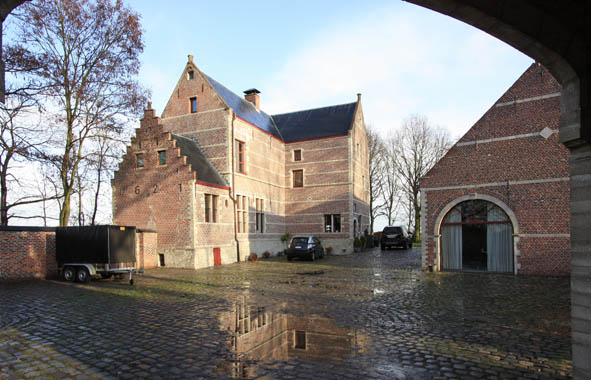
Hoeve Hooghuys

Hoeve Hooghuys is een historische boerderij in de Antwerpse plaats Berlaar, gelegen aan Hemelshoek 235.

## Geschiedenis
In de 18e eeuw was hier een omgracht U-vormig complex dat tijdens de Franse tijd (eind 18e eeuw) onteigend werd en vervolgens in gebruik werd genomen als boerderij. Van 1966-1976 was er sprake van leegstand. Daarna werd het aangekocht en door de eigenaars gerestaureerd waarbij ook de omgrachting werd hersteld.

## Gebouw
Het betreft een omgracht complex met gebouwen in speklagen van baksteen en zandsteen, welke van trapgevels zijn voorzien. Het uiterlijk van de gebouwen is 17e- en 18e-eeuws. Het poortgebouw is toegevoegd tijdens de restauratie, in traditionele stijl. Ook is er een 18e-eeuwse schuur aanwezig.
Het hoofdgebouw op rechthoekige plattegrond heeft ten westen een 18e-eeuwse aanbouw.

## Interieur
De rode salon heeft nog een gotische schouw en de grote zaal toont het wapenschild van Berlaar en het jaartal 1523. De blauwe salon is van 1760 en op de zolder zijn enkele balken die beschilderd zijn met fresco's in renaissancestijl welke saters voorstellen.